# Subgroßbassblockflöte
Die Subgroßbassblockflöte ist eine Blockflöte mit dem Tonumfang C−d1 (g1). Sie wird in geknickter und gefalteter Bauweise hergestellt.
Die Subgroßbassblockflöte mit rechteckigem Querschnitt und gefaltetem Körper wurde von Herbert Paetzold in Ebenhofen entwickelt. Durch die rechtlich geschützte Bauform kann das Instrument mit einem sehr kurzen Anblasrohr gespielt werden. Heute wird diese Bauform von der Werkstatt Kunath Instrumentenbau unter dem Markennamen „Paetzold by Kunath“ hergestellt und vertrieben. Sie ähnelt in ihrer Bauform einer auf dem Kopf stehenden Orgelpfeife.